# A Believer Sings the Truth
| Оценки критиков               | Оценки критиков |
| Источник                      | Оценка          |
| ----------------------------- | --------------- |
| AllMusic                      | [ 1 ]           |
| The Rolling Stone Album Guide | [ 2 ]           |

A Believer Sings the Truth — двойной студийный альбом американского кантри-певца Джонни Кэша, изданный в декабре 1979 года лейблом Columbia Records. У Кэша был контракт с Columbia Records, но лейбл сомневался, что двойной альбом госпел-песен будет коммерчески выгодным. С благословения лейбла Кэшу разрешили выпустить альбом самостоятельно на лейбле Cachet и в качестве радиопередачи с добавлением дикторского текста. Его усилия окупились, и альбом вошёл в Топ-50 кантри-чарта, заняв 43-е место.
В 1982 году Columbia переиздала сам альбом, а в 1984 году на Arrival Records появилась отредактированная версия под названием I Believe. Два трека: «I Was There When It Happened» и «What on Earth», были перезаписаны. Песня «Children Go» вошла в концертный сет Кэша.
До 2012 года единственным CD-релизом треков с альбома были две композиции, вошедшие в часть "God " бокс-сета 2004 года Love, God, Murder (набор, составленный Кэшем незадолго до его смерти в 2003 году), и ещё две композиции появились на диске 2007 года Ultimate Gospel. Полное содержание альбома (плюс ранее не издававшийся ауттейк) дебютировало на CD в качестве Диска 1 на выпущенном в 2012 году Bootleg Vol. IV: The Soul of Truth. Это один из немногих альбомов, связанных с Columbia, который не был включён в бокс-сет 2012 года Johnny Cash: The Complete Columbia Album Collection.

## Отзывы
Альбом получил умеренные отзывы музыкальной критики и интернет-изданий: AllMusic, The Rolling Stone Album Guide.

## Список композиций
| №  | Название                                    | Автор(ы)                | Длительность |
| -- | ------------------------------------------- | ----------------------- | ------------ |
| 1. | «Wings in the Morning»                      | Johnny Cash             | 2:43         |
| 2. | «Gospel Boogie (A Wonderful Time up There)» | Lee Roy Abernathy       | 2:40         |
| 3. | «Over the Next Hill» (с Anita Carter)       | Johnny Cash             | 2:36         |
| 4. | «He's Alive» (с June Carter Cash)           | Don Francisco           | 4:16         |
| 5. | «I've Got Jesus in My Soul»                 | Jo-El Sonnier, Tom Ross | 2:42         |

| №  | Название                                          | Автор(ы)                 | Длительность |
| -- | ------------------------------------------------- | ------------------------ | ------------ |
| 1. | «When He Comes» (с Rosanne Cash)                  | Johnny Cash              | 3:33         |
| 2. | «I Was There When It Happened» (с Marshall Grant) | Jimmie Davis, Fern Jones | 2:16         |
| 3. | «I'm a Newborn Man» (John Carter Cash)            | Johnny Cash, June Carter | 1:42         |
| 4. | «There Are Strange Things Happening Every Day»    | Sister Rosetta Tharpe    | 3:34         |
| 5. | «Children Go Where I Send Thee»                   | народная                 | 2:39         |

| №  | Название                                             | Автор(ы)                           | Длительность |
| -- | ---------------------------------------------------- | ---------------------------------- | ------------ |
| 1. | «(I'm Just an) Old Chunk of Coal»                    | Billy Joe Shaver                   | 2:14         |
| 2. | «Lay Me Down in Dixie» (с Cindy Cash)                | Jo-El Sonnier, Judy Ball           | 2:01         |
| 3. | «Don't Take Everybody for Your Friend»               | Roy Carroll, Sister Rosetta Tharpe | 2:25         |
| 4. | «You'll Get Yours, I'll Get Mine» (с Rodney Crowell) | Johnny Cash                        | 2:23         |
| 5. | «Oh Come Angel Band»                                 | Johnny Cash                        | 2:45         |

| №  | Название                                                | Автор(ы)              | Длительность |
| -- | ------------------------------------------------------- | --------------------- | ------------ |
| 1. | «This Train is Bound for Glory» (with June Carter Cash) | Sister Rosetta Tharpe | 3:31         |
| 2. | «I'm Gonna Try to Be That Way» (с Jan Howard)           | Johnny Cash           | 2:50         |
| 3. | «What on Earth (Will You Do for Heaven's Sake)»         | Johnny Cash           | 2:10         |
| 4. | «That's Enough»                                         | Dorothy Love Coates   | 2:45         |
| 5. | «The Greatest Cowboy of Them All» (with Jack Routh)     | Johnny Cash           | 3:54         |

## Чарты
| Чарт (1979)                        | Высшая позиция |
| ---------------------------------- | -------------- |
| США (Billboard Top Country Albums) | 43             |